# ماري مكارثي
ماري مكارثي (بالإنجليزية: Mary McCarthy)‏ (1951 - 2013)؛ روائية أيرلندية.